# Moomba Airport
Moomba Airport är en flygplats i Australien. Den ligger i delstaten South Australia, omkring 770 kilometer norr om delstatshuvudstaden Adelaide.
Trakten runt Moomba Airport är nära nog obefolkad, med mindre än två invånare per kvadratkilometer..
Omgivningarna runt Moomba Airport är i huvudsak ett öppet busklandskap. Genomsnittlig årsnederbörd är 162 millimeter. Den regnigaste månaden är februari, med i genomsnitt 45 mm nederbörd, och den torraste är oktober, med 1 mm nederbörd.